# Radziki Duże (gromada)
Radziki Duże (od 1 I 1972 Wąpielsk) – dawna gromada, czyli najmniejsza jednostka podziału terytorialnego Polskiej Rzeczypospolitej Ludowej w latach 1954–1972.
Gromady, z gromadzkimi radami narodowymi (GRN) jako organami władzy najniższego stopnia na wsi, funkcjonowały od reformy reorganizującej administrację wiejską przeprowadzonej jesienią 1954 do momentu ich zniesienia z dniem 1 stycznia 1973, tym samym wypierając organizację gminną w latach 1954–1972.
Gromadę Radziki Duże z siedzibą GRN w Radzikach Dużych utworzono – jako jedną z 8759 gromad na obszarze Polski – w powiecie rypińskim w woj. bydgoskim, na mocy uchwały nr 24/10 WRN w Bydgoszczy z dnia 5 października 1954. W skład jednostki weszły obszary dotychczasowych gromad Radziki Duże, Łapinóż-Rumunki, Lamkowizna, Kupno, Łapinóżek i Bielawki ze zniesionej gminy Radziki Duże oraz obszar dotychczasowej gromady Kierz ze zniesionej gminy Radomin w tymże powiecie. Dla gromady ustalono 23 członków gromadzkiej rady narodowej.
10 kwietnia 1956 (z mocą obowiązującą wstecz od 29 lutego 1956) do gromady Radziki Duże włączono część wsi Łapinóż o obszarze 11,0 ha z gromady Osiek w tymże powiecie.
1 stycznia 1969 do gromady Radziki Duże włączono sołectwa Kiełpiny, Półwiesk Duży, Półwiesk Mały, Ruszkowo, Tomkowo, Wąpielsk I i Wąpielsk II ze zniesionej gromady Wąpielsk w tymże powiecie.
Gromadę zniesiono 1 stycznia 1972 w związku z przeniesieniem siedziby GRN z Radzik Dużych do Wąpielska i przemianowaniem jednostki na gromada Wąpielsk.